# جان باکلی (بازیکن فوتبال، زاده ۱۹۹۹)
جان باکلی (انگلیسی: John Buckley؛ زادهٔ ۱۳ اکتبر ۱۹۹۹) بازیکن فوتبال اهل انگلستان است.
از باشگاه‌هایی که در آن بازی کرده‌است می‌توان به باشگاه فوتبال بلکبرن روورز اشاره کرد.